# Hirsutisoma
Famille
Genre
Hirsutisoma, unique représentant de la famille des Hirsutisomidae, est un  genre fossile de ricinules.

## Distribution
Les espèces de ce genre ont été découvertes dans de l'ambre de Birmanie. Elles datent du Crétacé.

## Liste des espèces
Selon World Spider Catalog (version 23.5, 2023) :
- † Hirsutisoma acutiformis Wunderlich, 2017
- † Hirsutisoma bruckschi Wunderlich, 2017
- † Hirsutisoma dentata Wunderlich, 2017
- † Hirsutisoma grimaldii Botero-Trujillo, Davis, Michalik & Prendini, 2022

## Systématique et taxinomie
Cette espèce a été décrite par Wunderlich en 2017.
Ce genre a été décrit par Wunderlich en 2017 dans les Hirsutisomidae.

## Publication originale
- Wunderlich, 2017 : « New extinct taxa of the arachnid order Ricinulei, based on new fossils preserved in mid Cretaceous Burmese amber. » Beiträge zur Araneologie, vol. 10, p. 48–71.